# Manduca breyeri
Manduca breyeri är en fjärilsart som beskrevs av Köhler 1924. Manduca breyeri ingår i släktet Manduca och familjen svärmare. Inga underarter finns listade i Catalogue of Life.